# Omnismus
Der Omnismus ist eine religionsphilosophische Einstellung, die jeder Religion Zugeständnisse an die Wahrheit macht. Er kann als extreme Form des Synkretismus betrachtet werden.

## Herkunft
Das Wort Omnismus ist zusammengesetzt aus lateinisch omnis ‚jeder‘ und dem Suffix -ismus.

## Verwendung
Die erste nachweisliche Verwendung des Begriffes „omnism“ geht auf den englischen Juristen und Schriftsteller Philip James Bailey zurück. Im Anschluss daran ist im Englischen omnist definiert als 

“A person who believes in all faiths or creeds; a person who believes in a single transcendent purpose or cause uniting all things or people, or the members of a particular group of people”

„Eine Person, die alle Glaubensformen oder Glaubensbekenntnisse glaubt; eine Person, die an eine einzige Transzendenz glaubt, die alle Dinge oder Menschen oder eine einzelne Gruppe von Menschen vereint.“

Joseph Mangina, Professor für Systematische Theologie, beschreibt Omnism so: 

“Nowadays the word is used more broadly to denote a pluralistic approach to spiritualistic matters, one that opposes strict dogmatic formulations, and that seeks harmony and agreement among religions rather then discord. The omnist, then, is neither theist nor atheist but a kind of all-theist”

„Heutzutage wird das Wort eher benützt, um einen pluralistischen Ansatz für spirituelle Angelegenheiten zu beschreiben, ein Ansatz, der strenge dogmatische Formulierungen entschieden ablehnt und Harmonie und Ausgleich anstatt Konflikt zwischen den Religionen sucht. Der Omnist ist also weder ein Theist noch ein Atheist, sondern eine Art von All-Theist.“

Der deutsche Ausdruck Omnismus findet sich z. B. bei Karl Theodor Keim 1897 als Ausdruck für eine gleichberechtigte Verehrung aller Götter nebeneinander in der Antike.